# أكيهيرو نيشيمورا
أكيهيرو نيشيمورا مواليد 8 أغسطس 1958 في أوساكا، اليابان، هو لاعب كرة قدم ياباني دولي سابق كان يلعب كلاعب وسط. اعتزل اللعب عام 1991. بدأ مسيرته الرياضية عام 1981. لعب خلال مسيرته 148 مباراة سجل خلالها 3 أهداف.

## وصلات خارجية
- أكيهيرو نيشيمورا على موقع الاتحاد الدولي (مؤرشف)  (الإنجليزية)
- أكيهيرو نيشيمورا على موقع قاعدة بيانات كرة القدم.إي يو (الإنجليزية)
- أكيهيرو نيشيمورا على موقع ناشيونال فوتبول تيمز (الإنجليزية)
- أكيهيرو نيشيمورا على موقع Soccerway.com (الإنجليزية)
- أكيهيرو نيشيمورا على موقع عالم كرة القدم.نت (الإنجليزية)
- National Football Teams
- Japan National Football Team Database
- Manager statistics at J.League Data Site (باليابانية)